# Scuola chirurgica preciana
La Scuola chirurgica preciana ebbe il suo apice in Val Castoriana alla fine del Medioevo e nel XVI secolo, sviluppandosi attorno al centro culturale e religioso dell'abbazia benedettina di sant'Eutizio.
La sua caratteristica distintiva fu quella di essere una scuola empirica, ovvero non sviluppatasi nell'ambito di un'università ma a partire da osservazioni di tipo empirico. Si consolidò in ambito prima contadino e familiare, con esperienze tramandatesi di padre in figlio fino a costituire nel tempo vere e proprie dinastie di chirurghi. Le famiglie di chirurghi preciani raggiunsero l'apice della propria fama nel Cinquecento. In questa epoca vengono citati in cronache e notizie riferite a famiglie di regnanti, non solo italiane ma anche europee. Furono noti per la particolare conoscenza chirurgica di patologie dell'occhio (la cataratta) e di quelle urologiche, come il mal della pietra curato mediante litotomia, o estrazione chirurgica dei calcoli

## La storia

### Le origini

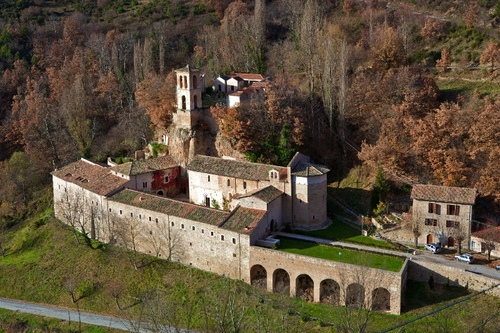
L'abbazia di Sant'Eutizio

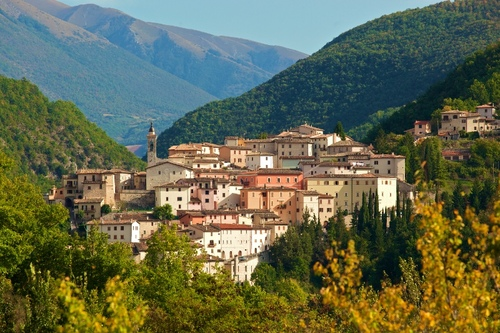
Città di Preci

La chirurgia preciana sembra aver avuto 
 Altre fonti indicano invece che queste conoscenze chirurgiche di oculistica ed urologia fossero collegate alla presenza ebraica nella zona, dopo le deportazioni operate da Vespasiano e Tito in Valnerina; la quale etnia, notoriamente avversa al consumo e al contatto con i suini, potrebbe essere stata relegata forzosamente alla guardiania di questo tipo di animali, che avrebbero poi studiato in relazione alla pratica della castrazione per il consumo alimentare dei Gentili. Altri, invece, fanno risalire l'origine della tradizione preciana dai contatti commerciali attraverso la via Nursina che collegava il centro Italia con il porto di Ancona che metteva in contatto il Medioriente e Bisanzio con l'Italia.
Gli storici che si sono maggiormente occupati del fenomeno dei chirurghi preciani sono due religiosi: padre Pirri S.J., parroco di Cerreto di Spoleto, e don Ansano Fabbi, parroco di Preci, i quali riferiscono l'origine della scuola in Valcastoriana alla presenza di monaci siriani in quelle terre. Nel territorio della Valnerina erano presenti punti di riferimento per la cura di varie malattie, come le acque termali sulfuree di Triponzo e quelle di Peschiera, presso Preci. La migrazione monastica in Valnerina avrebbe trovato poi nell'abbazia di Sant'Eutizio, fondata nel 450 dal santo monaco Eutizio, il proprio luogo di elezione. Qui, nelle selve circostanti, i monaci potevano osservare numerose ed importanti varietà di piante medicinali tra cui la digitale, la felce, la centaura, la genziana. Narra la tradizione della zona che i monaci di Eutizio erano a tal punto esperti di cataratta da guarire perfino santo Spes, fondatore dell'abbazia insieme a sant'Eutizio, afflitto da decenni da tale malattia.

### Arte chirurgica e monastero benedettino di Sant'Eutizio
Origine empirica e successiva codificazione medievale ad opera dei benedettini, costituirebbero il vero e proprio punto caratterizzante la chirurgia preciana che, nell'abbazia di Sant'Eutizio, avrebbe poi trovato un luogo stabile dove esercitarsi e svilupparsi. La regola di San Benedetto, nato nella vicinissima Norcia, infatti, prescriveva ai monaci di coltivare l'arte chirurgica e la farmacia: 
 Accanto alla ricca biblioteca, provvista di ogni genere di incunabolo e trattato, nel X secolo, risultano esser stati presenti infatti trattati di medicina ed un fornitissimo armarium pigmentariorum.
Nel 1089, inoltre, il codice eutiziano C. 6. annota, nel suo Calendario, la qualifica di medicus ad Adam: "15 maggio obiit Adam diaconus et monachus et medicus nostrae congregationis" dalla qual nota indirettamente si può desumere il rilevante ruolo sociale assunto nella zona dall'arte chirurgica, oltre a confermare la presenza interna all'ambiente monastico di professionisti della chirurgia.

### Dal monaco-chirurgo al chirurgo-laico
Il passaggio da una forma di conoscenza esercitata esclusivamente in ambito monastico ad una pratica diffusa in altri strati sociali, avvenne nel XIII secolo. Nella zona di Preci, tale passaggio, accadde dopo il quarto concilio lateranense del 1215, dove si vietava al clero l'esercizio della chirurgia: i monaci, anche se potevano continuare la raccolta di piante officinali, non potevano più fare i chirurghi, richiamati, di fatto, ad una maggiore cura teologico-spirituale, eliminando una sovrapposizione di ruoli ritenuti troppo diversi nella figura del religioso.
Il monaco-chirurgo, che operava in virtù e su stimolo di valori esclusivamente religiosi, lasciava così il passo ad un tipo di medico che non agiva più solo nell'ospizio claustrale: non più il perseguimento della monacale stabilitas et meditatio ma quello della laica sanitas corporis. I monaci benedettini, d'altro canto, cercarono di conservare la sapienza medica accumulata nei secoli, istruendo gli abitanti del territorio circostante all'esercizio della loro antica arte. A Preci, gli abitanti, proprio perché anche già esperti nella castrazione di ovini e suini (e forse anche influenzati da conoscenze mediche pervenute loro tramite i monaci cassinesi intermediari dei dettami dalla scuola salernitana), diedero luogo a vere e proprie dinastie che si tramandavano l'arte medica di padre in figlio.

### Chirurgia empirica preciana
Il contesto nel quale si situarono le dinastie dei chirurghi preciani va precisato a livello terminologico. C'era differenza nella medicina medievale tra la chirurgia, esercitata dai cerusici, e la medicina, esercitata dai medici-fisici, ovverosia i medici veri e propri. La prima, considerata opera vile, in quanto esercitata prevalentemente con le mani; mentre la seconda assumeva pari grado rispetto agli altri studi e rivendicava una propria autonomia tra le arti.
I preciani appartennero dunque alla categoria considerata più vile, almeno in prima istanza, pur avendo appreso in gran parte dai monaci anche nozioni più complesse riuscendo a sovvertire via via la propria condizione economica e sociale, nonché quello che era stato in passato il normale rapporto tra medico e malato. Il medico poté tranquillamente esigere denaro, proprio sulla scorta della propria maggiore professionalità, giunta progressivamente, nel corso di tutto il medioevo, ad un altro grado di valore.
La strumentazione chirurgica inventata nel tempo dal preciano può essere considerata anch'essa segno ed espressione proprio di questo progressivo accrescimento di conoscenze e abilità nella scuola chirurgica preciana; la quale, paradossalmente, vedeva i propri medici empirici, pur non avendo frequentato corsi universitari, richiesti in tutta Europa. A Preci si distinsero dunque due tipi di operatori: gli empirici e i professionisti.

#### XIII-XVI secolo
Gli empirici, che operarono nel periodo che va dal XIII a tutto il XVI secolo, esercitavano la "mezza chirurgia" ovvero la litotomia e l'intervento di cataratta. A partire dal 1300 essi erano comunque già noti e sviluppati a partire da circa 30 famiglie, delle vere e proprie dinastie; Venivano definiti spesso, Norcini essendo la cittadina di Preci, all'epoca, parte del territorio della vicina Norcia.

#### XVI-XVIII secolo
Il '500 fu però il loro secolo d'oro. Vennero dati a stampa numerosi trattati a loro firma. La presenza di un preciano era ambita dagli ospedali delle più importanti città italiane, e richiestissima da diverse corti Europee nel corso della piena era moderna. Ad essi ricorrevano per consulti anche i cosiddetti chirurghi aulici, come Bernardino Genga il quale, nel secolo XVII, afferma che in caso di malattie urinarie:
Nel 1615 i chirurghi preciani erano organizzati in un sodalizio regionale e religioso, e nel 1667, in un'Università. Per esercitare a Roma essi dovevano ottenere un'apposita patente dall'archiatra pontificio uniformandosi alle disposizioni contenute negli Statuti del Collegio dei Medici, che stabilivano l'obbligo di un esame preventivo al fine di conferire un diploma di "mezza chirurgia" che li autorizzava nelle loro pratiche chirurgiche per un tempo determinato. Verso la fine del '700 i chirurghi preciani iniziarono a scomparire, diventando medici, veterinari, oppure ecclesiastici. Altri invece divennero dottori in Filosofia, richiesti anche come docenti presso Università, dando in tal modo luogo ad una nuova fase, quella nella quale, a partire da una tradizione di chirurgia empirica nacquero generazioni di chirurghi aulici che conservarono le specializzazioni della litotomia e dell'oculistica.

## Chirurghi preciani illustri
Tra i preciani di cui ci è pervenuto il nome, i più noti tra essi furono Arcangelo Mensurati, vissuto nella prima metà del XVI secolo, chiamato al servizio dell'Arciduca d'Austria; Durante Scacchi, nato nel 1540 a Preci, reputato il grande capostipite di questa Scuola medico-chirurgica, fu noto anche per trattati medici di buon livello, come il famoso Subsidium Medicinae, cui attinsero non solo medici umbri; poi il fratello Cesare Scacchi, chiamato alla corte inglese per liberare dalle cataratte la regina Elisabetta I; Orazio Cattani, vissuto nella lontana Costantinopoli al servizio del Sultano Mehmed fino al 1620; Diomede Amici, primo chirurgo a Venezia nel 1696, autore di ben due trattati di medicina; Girolamo Bacchettoni che 1726 ottenne la cattedra di oculistica dell'Università di Innsbruck; Caterino Carocci che nel 1696 servì alla corte di Ferdinando II d'Austria; Alessandro Catani (o Cattani), autore di numerosi scritti di medicina, dal 1744 medico e chirurgo della Corte di Napoli.

## Interventi chirurgici
Si può affermare che i preciani si distinguevano dagli altri chirurghi dell'epoca anche per la modernità concettuale del loro operato, avendo compreso profondamente già all'epoca l'uso di una chirurgia a basso impatto operatorio sul corpo del paziente, e fondando la loro scienza anche sull'applicazione di farmaci con i quali tentavano di evitare lo stress della chirurgia; o per il fatto di preparare, già secoli fa, scrupolosamente il paziente con diete pre-operatorie secondo quanto Celso stabiliva:
 o anche per il fatto di essere in grado di usare mirabilmente la cauterizzazione asettica e la narcosi. I "preciani" erano pertanto provvisti di buona cultura medica generale, ma erano di fatto soprattutto degli specialisti urologi e oculisti, eccellendo in quattro particolari tipi di intervento: la litotomia, la castrazione, l'ernia inguinale e la rimozione delle cataratte.

### L'intervento di cataratta

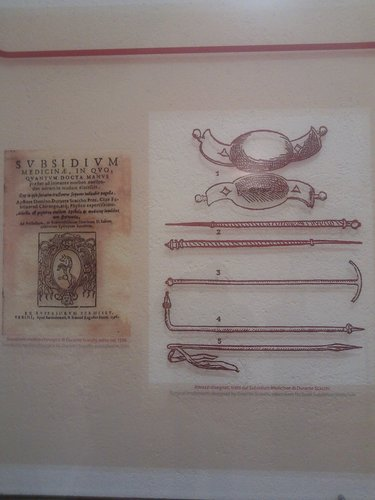
Antiche stampe sulla chirurgia dell'occhio

La cataratta, molto diffusa come causa di cecità ma al tempo stesso nota per essere curabile chirurgicamente, fu studiata già dai Sumeri, dagli antichi medici egiziani, in India, poi in Grecia ed a Roma. Gli oculisti preciani, come scriveva Durante Scacchi, erano certamente i moderni eredi di tali conoscenze. Ottimi conoscitori dell'anatomia dell'occhio, desiderosi di restituire la normalità visiva ai loro pazienti, ritenevano che la causa di questa patologia fosse data dall'invecchiamento del soggetto, il cui cristallino si intorbidiva per l'insorgere di "soffusione" o cateratta. La cataratta, posta dietro il cristallino, considerata membranosa e opaca, veniva operata mediante abbassamento sotto la pupilla a cui seguiva l'estrazione. La convalescenza di nove giorni che seguiva all'intervento, imponeva una degenza nella quale il paziente veniva posto al buio e a dieta. Se l'intervento fosse fallito, esso veniva ripetuto senza variare il punto operatorio, ma ponendo l'ago nel foro aperto precedentemente. Anche le infezioni oculari che potevano complicare la guarigione erano previste dai trattati dei preciani e venivano curate 

### La litotomia

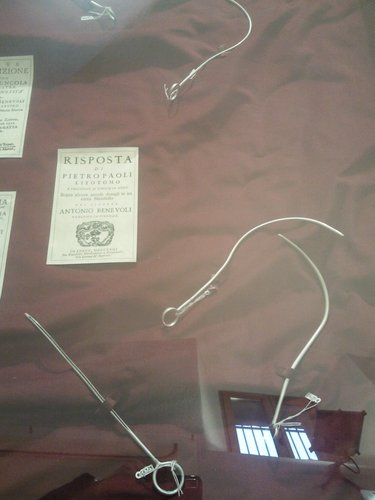
Strumenti per litotomia

L'estrazione di calcoli vescicali fu forse però il tipo di intervento operatorio più famoso della scuola chirurgica di Preci durante il Medioevo e che ebbe più fortuna nella sua metodica, fino all'avvento dell'incisione sovrapubica e della cistoscopia. Molteplici studi di storia della medicina, trattando dell'urologia, hanno individuato i maggiori specialisti del tempo proprio in questi chirurghi empirici provenienti dal Castello delle Preci e dalla città di Norcia. Il male della pietra era all'epoca un tipo di patologia presente fin dall'infanzia, a causa della diffusa dieta a base di vegetali e cereali, ricca di ossalato di calcio. Il metodo operatorio era di tipo relativamente semplice, e per questo detto del "piccolo apparato", in quanto richiedeva una semplice strumentazione. Il paziente veniva posto in primo luogo a dieta, e, prima dell'intervento, veniva invitato all'esercizio fisico costituito da un programma di numerose salite e discese da una scala. L'intervento che veniva effettuato era di perineo-litotomia. Il chirurgo tagliava il perineo e il collo vescicale dove praticava un'incisione, raggiungendo poi il calcolo per l'estrazione. Infine eseguivano la cauterizzazione per l'emostasi con i ferri "candenti" .

### L'erniotomia e la castrazione
Castrazione ed erniotomia furono altri due tipi di intervento chirurgico nei quali eccellevano i preciani.

#### L'erniotomia

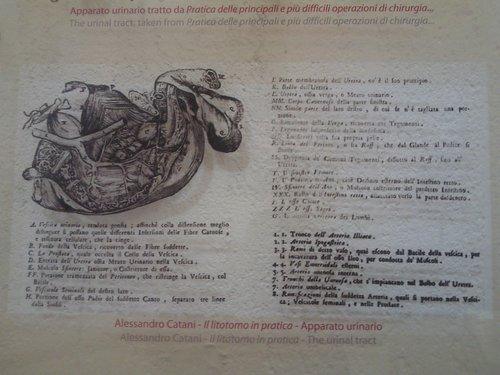
Stampa sulla chirurgia urinaria

Ecco la descrizione di ernia carnosa e di ernia acquosa tramandata da Girolamo Marini nel suo trattato "Pratica delle principali e più diffuse operazioni di chirurgia". L'ernia carnosa veniva curata legando il paziente supino a una tavola, legando sotto l'escrescenza con un cordone cerato; venivano usate inoltre: forbici per tagliare, rasoretto per tagli a croce, bottone infocato per cauterizzare, filo per cucire la borsa, una pinza stretta per tenere i lembi della ferita uniti e chiara d'uovo battuta con olio rosato per medicare la ferita. L'ernia acquosa, o idrocele, che colpiva in genere i fanciulli era curata con cavoletta per pulire il pus. A tal proposito il Marini raccomandava: 

#### La castrazione
I chirurghi preciani, discendendo da una popolazione esperta nella mattazione dei suini e degli ovini, proprio nel corso degli interventi di erniotomia inguinale eseguivano la castrazione, che praticavano soprattutto nelle ernie scrotali troppo avanzate e nella litotomia con taglio trasversale. La castrazione si era originata come pratica diffusa in seguito al divieto alle donne da parte di Sisto V nel 1588 di recitare e cantare in teatro. Dopo la data dell'editto, la pratica della castrazione subì un'impennata e in primo luogo furono proprio gli empirici norcini a praticarla in massa. E questo non solo, quindi, come conseguenza di una malattia, ma anche come intervento chirurgico fine a se stesso. I preciani avevano notato infatti che quando la chirurgia dell'ernia era eseguita in un fanciullo, questi conservava la sua voce sopranile, una voce simile a quella di una donna ma dotata di una potenza maschile. Tra XVII e XVIII secolo il fascino della voce del castrato, forte ed alta, squillante e senza sesso, si diffonde tra compositori, gente di cultura, pubblico delle sale da concerto e da teatro. I castrati, esseri ricchi ed adulati, dominano la scena e la società per duecento anni, con la strana alleanza degli empirici norcini celebres castratores i quali compivano l'operazione magari in clandestinità su richiesta di genitori avidi e desiderosi di avviare i propri figli a una carriera di musici presso una corte o alla cappella Sistina, a Roma.
La pratica della castrazione ad opera degli empirici preciani proseguì nel tempo fino allo scorcio dell'era moderna. Agli inizi del '900 il direttore della Cappella Sistina, Domenico Mustafà, un castrato originario di Sterpare, sempre in Valnerina, nel territorio di Sellano, a pochi chilometri dal territorio di Preci, concluse questo capitolo di storia del costume non sempre onorevole per il mondo medico e quello culturale.

## Gli strumenti chirurgici

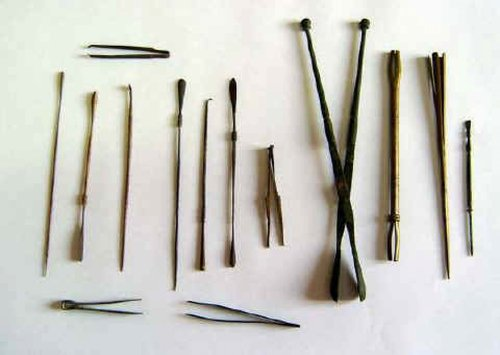
Strumenti chirurgici.

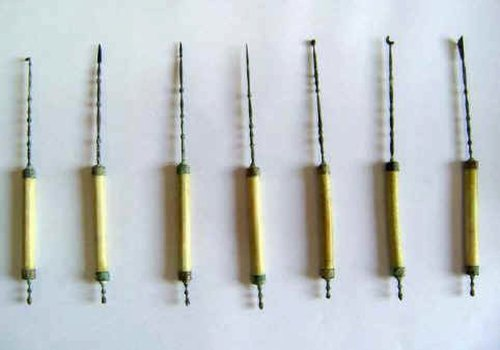
Strumenti per l'operazione di cataratta in bronzo, avorio ed osso.

Le dinastie di chirurghi preciani non si tramandarono di padre in figlio solo competenze e conoscenze costituite da norme, trattati medici sulla propria arte sanitaria, ma anche oggetti di lavoro, vale a dire il corredo dei propri ferri del mestiere, il proprio strumentario di chirurgia. È bene ricordare, a tal riguardo, come nel '200 i cerusici usassero ferri chirurgici provenienti dallo strumentario ippocratico-galenico, vale a dire coltelli, pinze, aghi; oppure l'armamentario arabico-musulmano come ad esempio il sistro, il cauterio. Vi sono in ogni caso numerose similitudini tra lo strumentario dei chirurghi Preciani e quello del già ricco corredo a disposizione dei chirurghi dell'epoca romana. Quello dei preciani sostanzialmente lo ricalca, seppur migliorandolo notevolmente.
Ecco quanto Tommaso Alghisi, che nel 1707 verga un trattato di Litotomia, annota circa lo strumentario dei preciani, enumerando e descrivendo i seguenti ferri chirurgici:
- Alfonsino, un forcipe dilatatore che fungeva sia da dilatatore della ferita sia da raccoglitore dei frammenti della "pietra".
- Bottone d'argento a forma di sfera per spostare calcoli piccoli e frammentati.
- Cannella d'argento da introdurre nella ferita dopo l'estrazione del calcolo, vuota all'interno, terminava con due orifizi laterali per ricevere lo schizzetto.di varia grandezza.
- Cucchiaio fornito di manico, utilizzato per estrarre dalla vescica il calcolo frantumato, con parte cava ad uncinetti atti a raccogliere i frammenti del calcolo, e con un'altra parte convessa ben levigata per non recare danno alle pareti che toccava.
- Frangitore per infrangere la pietra, altrimenti detto tentacolo litotritore, ferro innovativo nella cisto-litotripsia.
- Lancettone, arnese a punta, tagliente dai due lati, incide i tessuti.
- Sciringone vale a dire siringhe scanalate da un lato e con punta piena e liscia per entrare nel canale urinario; la scanalatura guida la lama del lancettone e le tenaglie.
- Schizzetto, introdotto nella cannula, deputato al lavaggio della ferita.
- Tenaglie levigate all'esterno ma dentate internamente per afferrare la pietra.
- Uncino a punta arrotondata e levigata con parte concava dentata, per estrarre un calcolo troppo arrotondato sfuggente alla presa della tenaglia.

Per quanto riguarda invece l'operazione di cataratta tra i ferri più usati vi erano ad esempio l'onerino, un divaricatore di palpebre; l'ondina, per l'applicazione di colliri e, infine, l'aco per la deposizione della cataratta.

## Curiosità

### Origini secondo la tradizione
Tra mito e Storia, rilevante importanza viene attribuita, per quanto concerne l'origine del fenomeno della chirurgia preciana e dell'arte della castrazione, sarebbe una motivazione originaria di tipo religioso. Nella zona di Norcia e Preci, fin dall'antichità si venerava il mito di Attis d'Anatolia, il quale si mutilò in un momento di esaltazione, dando origine ad una pratica che i Sacerdoti di Cibele ripeterono nel corso dei secoli, castrandosi durante le cerimonie religiose di tipo dionisiaco. Sebbene la castrazione a scopo religioso sarà in seguito vietata, dagli Egizi prima, dagli Ebrei e dai Cristiani poi, essa continuerà ad esser praticata presso popolazioni turche e ottomane, generalmente al fine di creare eunuchi sorveglianti gli harem. Tale castrazione rituale si perpetrò anche in altri contesti etnici e culturali, come in ambiente religioso mediorientale, presso un monastero copto dell'alto Egitto, fino al XIX secolo.

### Dinastia dei chirurghi di Preci
1. Accorramboni
2. Amici
3. Alessi
4. Angelucci
5. Arcangeli
6. Bachetoni
7. Benevoli
8. Bitozzi
9. Blasi
10. Bonajuti

1. Brunetti
2. Bonini
3. Buonaggiunti
4. Carocci
5. Catani
6. Colantoni
7. Corradi
8. Coramboni
9. Isoldi
10. Lapi

1. Marini
2. Mattioli
3. Mensurati
4. Montani
5. Pedoni
6. Petrazzi
7. Petrucci
8. Salimbeni
9. Scacchi
10. Serantoni

### Dinastia dei chirurghi di Norcia
1. Amici
2. Bitozzi
3. Blasi
4. Brunetti
5. Bonaggiunti

1. Bonini
2. Isoldi
3. Fusconi
4. Lapi
5. Marini

1. Pedoni
2. Petrucci
3. Politi
4. Serantoni
5. Stabili

### Museo della Chirurgia Preciana

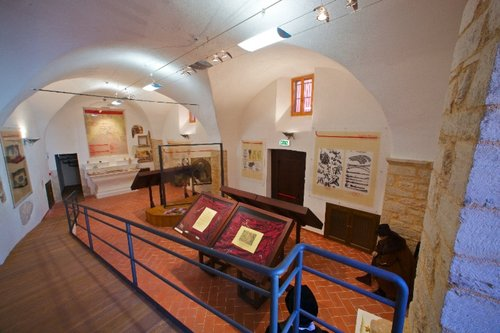
Museo della chirurgia di Preci

Il museo della Chirurgia Preciana si trova a Preci, in Piazza Marconi 1. Il museo venne aperto nel maggio 2009 grazie alla collaborazione del comune di Preci con l'Università di Perugia e con La Sapienza di Roma.
Il Museo ospita un'esibizione che inizia con il ritratto di illustri dottori, di famosi pazienti e con alcune stampe di illustrazioni anatomiche.
Per supportare la mostra vi sono teche contenenti utensili e strumenti chirurgici utilizzati dai chirurghi preciani.